# Rue Lombard
Ne doit pas être confondu avec Rue Lambert Lombard.
La rue Lombard est une rue ancienne du centre historique de Liège reliant la rue de la Madeleine à la rue Souverain-Pont.

## Odonymie
Cette rue rend hommage à Lambert Lombard (1505 ou 1506 - 1566), célèbre artiste liégeois excellant dans plusieurs domaines artistiques et culturels. 
Il ne faut pas confondre cette rue avec la rue Lambert Lombard située dans le voisinage.

## Situation et description
Cette courte rue plate pavée et rectiligne mesurant environ 53 m relie deux anciennes voiries du centre historique de Liège : la rue de la Madeleine et la rue Souverain-Pont. À l'origine, elle était une ruelle très étroite.

## Architecture
Invisible depuis la rue, la maison en brique, située derrière le portail répertorié au no 3, se trouve au fond d'une petite cour. Cet immeuble possédant des baies jointives à encadrements en pierre calcaire a été bâti à la fin du XVIIe siècle. Les immeubles situés aux nos 1, 5 et 6 ont été réalisés au cours de la seconde moitié du XIXe siècle dans le style néo-classique. Tous ces immeubles sont repris à l'inventaire du patrimoine culturel immobilier de la Wallonie.

## Voiries adjacentes
- Rue de la Madeleine
- Rue Souverain-Pont